# 金華道
金華道（きんか-どう）は中華民国北京政府により設置された浙江省の道。

## 沿革
1914年（民国3年）5月23日、清代の金衢厳道管轄区域に設置、道尹は蘭渓県に置かれ、下部に蘭渓、衢県、金華、東陽、義烏、永康、武義、浦江、湯渓、竜游、江山、常山、開化、建徳、淳安、桐廬、遂安、寿昌、分水の19県を管轄した。1917年（民国6年）に道尹は衢県に移転、1927年（民国16年）に廃止されている。

## 行政区画
廃止直前の下部行政区画は下記の通り。（50音順）
- 永康県
- 開化県
- 義烏県
- 金華県
- 衢県
- 建徳県
- 江山県
- 寿昌県
- 淳安県
- 常山県
- 遂安県
- 湯渓県
- 東陽県
- 桐廬県
- 武義県
- 分水県
- 浦江県
- 蘭渓県
- 竜游県